# Bianca Pittoni
Bianca Pittoni (Trieste, 20 marzo 1904 – Parigi, 12 settembre 1993) è stata una politica italiana, attivista antifascista.

## Biografia
Bianca Pittoni era figlia di Valentino Pittoni e di Caterina Zebochin. Dopo la fine della prima guerra mondiale con il conseguente ritorno di Trieste all'Italia, suo padre, che già era deputato socialista al parlamento austriaco, venne eletto nelle file del partito socialista italiano e Bianca, che allora aveva quindici anni, ebbe modo di conoscere Filippo Turati e altri esponenti del partito socialista.
Successivamente, a seguito del trasferimento del padre a Milano, Bianca conobbe Anna Kuliscioff, la compagna di Filippo Turati, e ne frequentò il salotto.
Il 6 agosto 1925 mentre si trovava al mare con la sorellina Nella, un idrovolante precipitò su di loro uccidendo la piccola Nella e ferendo Bianca. Dopo la morte di Anna Kuliscioff, avvenuta il 27 dicembre 1925, fu molto vicina a Turati e, dopo che questi si fu rifugiato a Parigi, Bianca decise di condividere la sorte degli antifascisti esuli in Francia e nel 1927 lo raggiunse per essergli vicina come segretaria, collaboratrice e amica.
 Un sodalizio filiale, come lo chiamò lei stessa,che durò fino alla morte di Turati nel 1932.
 In questo periodo parigino Bianca Pittoni strinse amicizia con molti esuli antifascisti come Carlo Rosselli, Pietro Nenni, Claudio Treves, Sandro Pertini, Emanuele e Vera Modigliani, nonché il giornalista Alberto Giannini, direttore della rivista satirica antifascista «Il becco giallo», col quale ebbe una relazione sentimentale dalla quale nacque un figlio, Alberto.Questa relazione fu interrotta tuttavia da Bianca quando il Giannini pubblicò il suo libro «Le memorie di un fesso» nel quale venivano ridicolizzati Filippo Turati e gli altri esuli antifascisti e quando divenne palese la sua collaborazione con la polizia fascista. Bianca inoltre gli impedì di rivedere il figlio.

Nel 1936, nel corso della guerra civile spagnola, partì come volontaria delle Brigate internazionali, unendosi alla squadra di André Malraux.Ritornò poi in Francia e, nel 1940, ricercata ormai dalla Gestapo e dalla polizia fascista italiana tramite l'Ovra riuscì a rifugiarsi sull’isola di Oléron, nell’atlantico, dove partecipò attivamente alla Resistenza francese.
 Alla fine della guerra fu richiamata a Parigi da Giuseppe Saragat, allora ambasciatore. Fu assunta dall'Ambasciata d'Italia a Parigi dove si occupò per oltre sedici anni di problemi sociali inerenti all’emigrazione.
Dopo una permanenza di cinque anni al ministero degli affari esteri, infine, dal 1967 al 1969 svolse la funzione di cancelliere principale e addetta al cerimoniale.
Morì a Parigi il 12 settembre 1993.

## Scritti
- «Sodalizio filiale» in Turati 1968, pp. 15-81.

## Archivio
Il Fondo Pittoni Bianca, conservato presso «Fondazione di Studi Storici Filippo Turati», a Firenze, contiene documentazione dal 1907 al 1987.

### Annotazioni
1. ↑   « [...] rimasi a mia volta, ferita, scossa, disperata, con negli occhi la visione terribile dell'idrovolante che precipitava contro di noi...»Turati 1968, p. 21.
2. ↑  « [...] in quel periodo [Turati] le si attaccò come a un’ancora di salvezza. La trattava come una nipotina. Terminava le sue lettere [a Bianca] con fantasiosi pseudonimi: nonno; bisnonno e arcavolo; il bisavolissimo; il nonno seccato; il nonno filosofante...». Monteleone 1987, p. 446.
3. ↑   Definirà questa sua occupazione «l’attività più beffarda della mia vita».

### Fonti
1. 1 2 3 4 5 6 7   Giovanni Contini Bonacossi, Pittoni Bianca, su Dizionario Biografico degli Italiani Treccani, vol. 84, 1º gennaio 2015.
2. 1 2 3 4 5 6 7 8 9   Giuseppe Muzzi, Pittoni Bianca, su SIUSA - Archivi Beni Culturali, 10 gennaio 2010. URL consultato il 14 marzo 2022.
3. ↑   Renato Monteleone, Turati, Torino, Utet, 1987,  p. 446.
4. ↑   Filippo Turati, Lettere dall'esilio, collana Documenti per la Storia, prefazione di Luigi Preti, Milano, Pan Editrice, 1968,  p. 17.
5. ↑   Sara Galli, Impegno politico e amicizie femminili tra emigrazione antifascista e secondo dopoguerra. L’itinerario di Bianca Pittoni, in Storia in Lombardia, XXIX, n. 3, Milano, Franco Angeli, 2009,  pp. 57-77.